# Хіґасі-Ямато

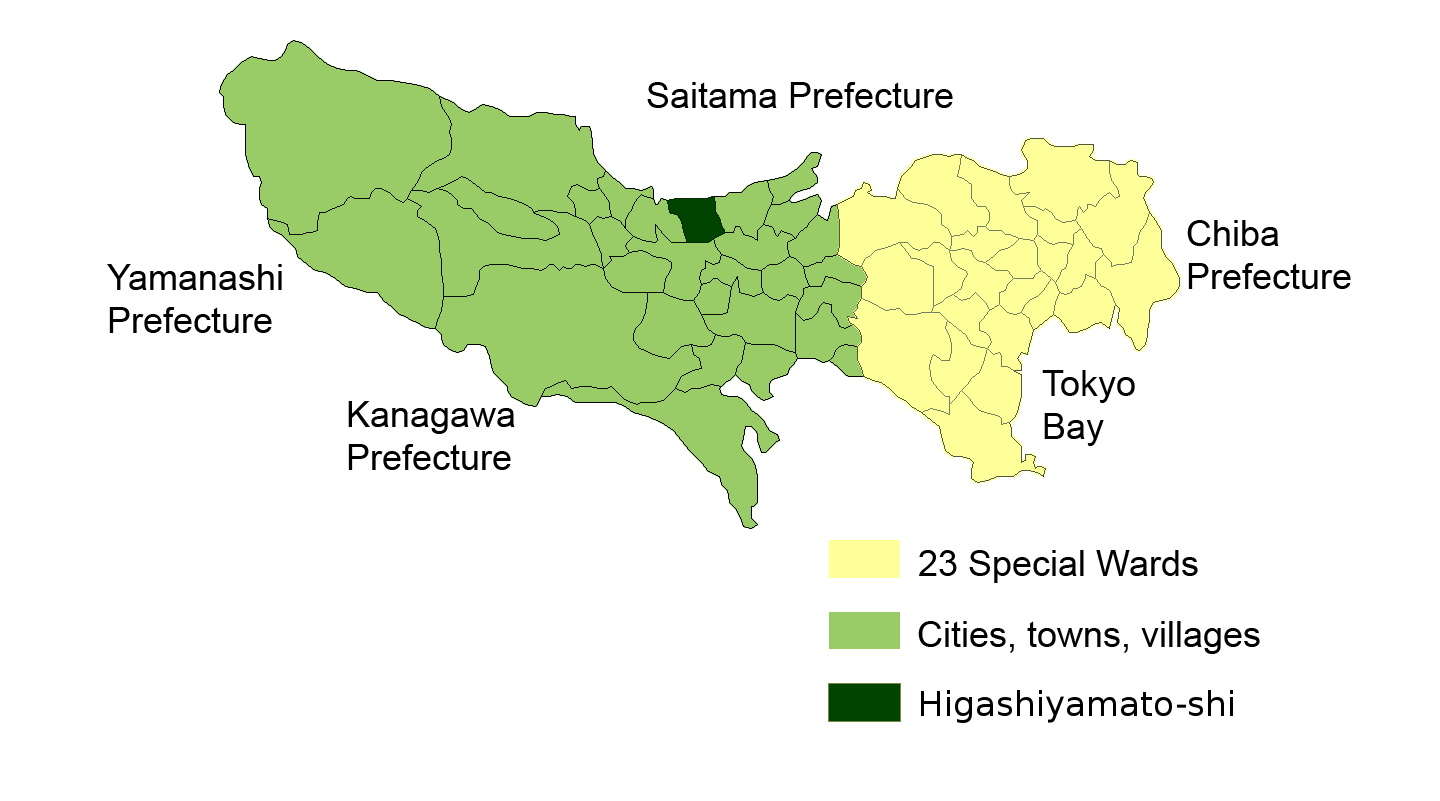

35°44′44″ пн. ш. 139°25′36″ сх. д. / 35.74556° пн. ш. 139.42667° сх. д.
Хіґа́сі-Яма́то (яп. 東大和市, ひがしやまとし, МФА: [çigaɕi jamato ɕi̥]) — місто в Японії, в префектурі Токіо.

## Короткі відомості
Розташоване в північній частині префектури, на південному березі озера Тама. Виникло на основі сільських поселень раннього нового часу. Засноване 1970 року. Основою економіки є сільське господарство, вирощування саямського чаю та японських груш, хімічна промисловість, комерція. Станом на 1 жовтня 2008 площа міста становила 13,54 км². Станом на 1 липня 2011 населення міста становило 83 643 осіб.

## Міста-побратими
- Кітаката, Японія